# Jean-Pierre Delatte
Pour les articles homonymes, voir Delatte.
Jean-Pierre Delatte (1818-1881) est un général de brigade français de la IIIe république.

## Biographie
Jean-Pierre Delatte naît à Metz, en Moselle, le 2 avril 1818. Fils d'un géomètre-arpenteur fixé à Uckange, Jean-Pierre Delatte, est reçu à l'École polytechnique. Il en sort officier en 1838, et choisit l'artillerie. Delatte fera toute sa carrière dans cette arme. Il participe à la campagne d'Italie sous le Second Empire. Jean-Pierre Delatte prend naturellement part à la guerre de 1870.
Après la défaite, au début de la IIIe république, il commande l'artillerie en Algérie puis le 28e régiment d'artillerie en 1873. 
Nommé Inspecteur Général de l'Artillerie, il est élevé au grade de Commandeur de la Légion d'honneur avant de prendre sa retraite à Nancy. La Moselle étant annexée par l'Empire allemand, Jean-Pierre Delatte décède en 1881 à Briey, en Meurthe-et-Moselle. Mais il sera inhumé en Moselle, à Uckange.